# Ronald Melzack
Ronald Melzack est psychologue et chercheur québécois né à Montréal le 19 juillet 1929 et mort le 22 décembre 2019. Lui et son collègue Patrick Wall sont les auteurs de la théorie du portillon ou gate control sur la modulation de la douleur.

## Honneurs
- 1982 - Membre de la Société royale du Canada
- 1985 - Prix Molson
- 1994 - Prix Marie-Victorin
- 1995 - Canadian Pain Society Award
- 1995 - Officier de l'Ordre du Canada
- 2000 - Officier de l'Ordre national du Québec
- 2001 - Prix Izaak-Walton-Killam